# 쓰리 (2002년 영화)
"쓰리"(三更, Three)는 한국, 태국, 홍콩에서 제작된 진가신 감독의 2002년 공포, 스릴러 영화이다. 김혜수 등이 주연으로 출연하였다. 후속작으로 쓰리, 몬스터(2004년)가 있다.

## 출연

### 주연
- 김혜수
- 정보석
- 콤그리치 유티용
- 수위니트 판자마와트
- 퐁사나트 빈시리
- 여명
- 증지위
- 원려기

### 조연
- 문정희
- 박희순
- 장정원
- 최정우
- 이형권
- 지성권
- 이아름
- 최재후
- 박준영
- 잠건훈

## 기타
- 프로듀서: 오정완
- 프로듀서: 듀앙카몰 림차로엔
- 프로듀서: 허월진
- 프로듀서: 논지 니미부트르
- 조명: 서정달
- 조연출: 김진민
- 조감독: 박상준
- 미술: 정구호
- 미술: 해중문
- 의상: 옥수경
- 의상: 오리로
- 조명팀: 김대환
- 음향부문: 강경한